# Gian Marco Moroni
Gian Marco Moroni (* 13. Februar 1998 in Rom) ist ein italienischer Tennisspieler.

## Karriere
Bis zu den Australian Open 2016 spielte Moroni auf der Junior Tour Turniere und trat dabei zweimal bei einem Grand-Slam-Turnier an, wobei er im Einzel und Doppel jeweils einmal ein Match gewinnen konnte. In der Junior-Weltrangliste stieg er dabei bis auf Platz 33.
Ab 2016 nahm er dann regelmäßig an Profiturnieren teil, zunächst nur an solchen der drittklassigen ITF Future Tour. 2017 erreichte er bei einem Future erstmals das Finale. Zudem stand er im Doppel gleich zweimal – in San Benedetto und Mailand – im Halbfinale eines Challenger-Turniers. Ende des Jahres stand er im Einzel der Weltrangliste auf Platz 706, im Doppel rangierte er an Rang 584. Im Jahr 2018 gelang es Moroni sich weiter nach oben zu arbeiten. Anfang des Jahres gewann er seinen bislang einzigen Profititel bei einem Future-Turnier in Spanien. Zuvor hatte er in Santiago de Chile sein erstes Challenger-Viertelfinale erreicht. Im April gelang ihm dies in Alicante erneut. In der Folgewoche in Barletta unterlag er erst im Halbfinale seinem Kontrahenten und stieg damit erstmals in die Top 400 ein. Bis Ende des Jahres etablierte er sich auf Challengers. In Mestre verlor Moroni erst in einem rein italienischen Finale gegen Gianluigi Quinzi, nachdem er zuvor im Turnier keinen Satz abgeben musste. Das Jahr beendete er im Einzel auf Platz 218. Im Doppel trat er nur noch selten an.
2019 verlief für den Italiener ähnlich wie das Vorjahr. Einige gute Ergebnisse ließen ihn seine Platzierung halten. Abermals vor heimischen Publikum in Rom zog er in sein zweites Challenger-Finale ein. Dieses ging in drei Sätzen gegen den Schweizer Henri Laaksonen verloren. Beim Turnier der ATP Tour, den J. Safra Sarasin Swiss Open in Gstaad gelang Moroni die erfolgreiche Qualifikation zu seinem ersten ATP-Event. Zum Auftakt konnte er dort den Spanier Tommy Robredo besiegen, ehe er João Sousa unterlag. Seine beste Platzierung datiert auf August 2018, als er kurz vor dem Sprung in die Top 200 stand.

## Erfolge
| Legende (Anzahl der Siege)  |
| Grand Slam                  |
| ATP World Tour Finals       |
| ATP World Tour Masters 1000 |
| ATP World Tour 500          |
| ATP World Tour 250          |
| ATP Challenger Tour (1)     |

### Einzel

#### Turniersiege
| Nr. | Datum         | Turnier | Belag | Finalgegner    | Ergebnis |
| --- | ------------- | ------- | ----- | -------------- | -------- |
| 1.  | 27. Juni 2021 | Mailand | Sand  | Federico Coria | 6:3, 6:2 |